# Flugplatz Breiðdalsvík

i8
i11
i13
Der Flugplatz Breiðdalsvík (IATA-Code: BXV, ICAO-Code: BIBV) liegt im Osten von Island.
Der Flugplatz wurde in den Jahren 1981/82 westlich des Ortes Breiðdalsvík in die Lagune Leirur neu gebaut.
Zwischen dem Ort und dem Flugplatz verläuft die Ringstraße  über die Landzunge Meleyri.
In die Lagune mündet der Fluss Breiðdalsá.
Es gab regelmäßige Postflüge vom Flugfélag Austurlands.
Der Flugplatz wurde bis 2016 von der Isavia betrieben.
Sein Vorgänger war der Flugplatz Heydalir, der damals den ICAO-Code: BIBA führte.
Er wurde 1957 für Krankentransportflüge errichtet lag auf dem Land des gleichnamigen Hofes.
Der Flugplatz verfügte über eine Landebahn Ost-West-Richtung mit 500 × 30 m und eine zweite in Nord-Süd-Richtung mit 400 × 50 m.
Der Flugplatz Heydalir war etwa 8 km vom Ort Breiðdalsvík entfernt.
Dieser Flugplatz wurde zwar 2017 abgemeldet, wie einige andrer Flugplätze in Island auch, und war nicht mehr bei Isavia gelistet.
Jetzt im Jahr 2025 soll er wieder gelistet werden.
Er könnte auch touristisch genutzt werden.